# ヒエラルキー
ヒエラルキー（ドイツ語: Hierarchie、ヒエラルヒー、英語: hierarchy、ハイァラーキ）とは、階層制や階級制のことであり、主にピラミッド型の段階的組織構造のことを指す。元々は、聖職者の支配構造であった。かつてのカトリック教会や正教会などが、この言葉の現代的意味において「階層的な」組織を持っていたことに起源がある。
現代では、社会システムのそのものから企業体系など広義の意味で用いられているが、一般的には「ヒエラルキーの崩壊、打倒」など、マイナスのイメージとして使われることが多く、かつ、ヒエラルキーという構造そのものではなく、ヒエラルキーの上層のみを特定した意味で用いられることが多い。カースト。
ピラミッド型の組織図。 地位・身分が上下階層式に整えられたピラミッド型階級によって成り立つ秩序や組織、およびそれを説明している図のこと。 封建制の社会や軍隊、体育会系などで見られる。